# Chiesa di Santa Maria della Scala (Verona)
La chiesa di Santa Maria della Scala è un luogo di culto cattolico che sorge nel centro storico di Verona, a pochi passi da via Mazzini; fa parte della diocesi di Verona.

## Storia

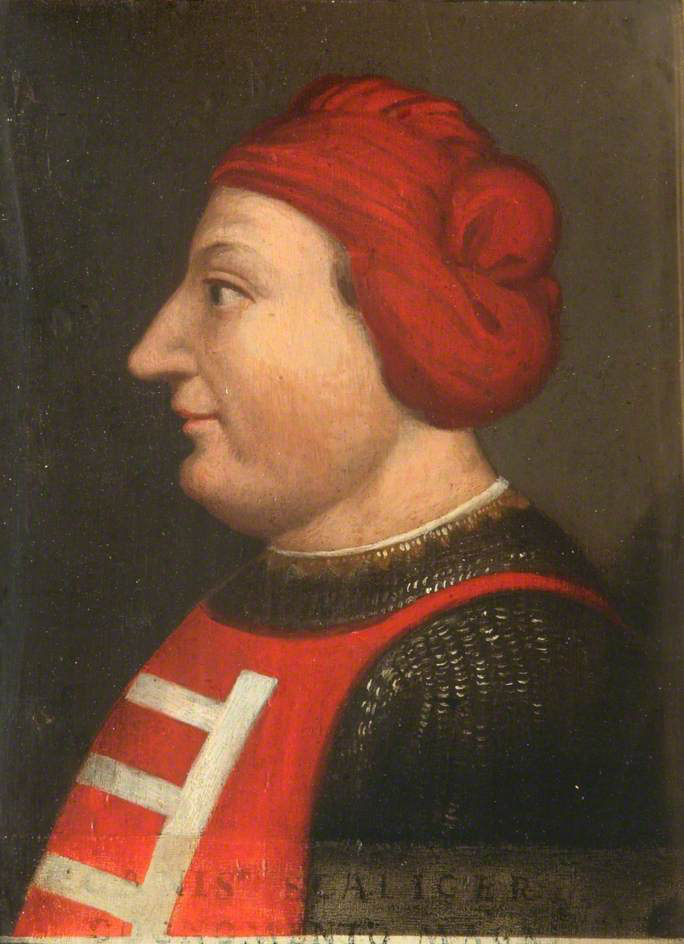
Ritratto di Cangrande I della Scala, principale finanziatore della fabbrica della chiesa

Nel 1324 Cangrande della Scala donò ai Servi di Maria un edificio nel cuore della città antica di Verona, dopo che aveva fatto voto alla Vergine per superare una grave malattia: quella fu la prima di una lunga serie di donazioni che consentì ai Servi di stabilirsi nel centro della città mediante l’edificazione di una chiesa con annesso convento, accanto ai Francescani della chiesa di San Fermo Maggiore, agli Eremitani di Sant’Eufemia e ai Domenicani di Santa Anastasia. Tuttavia essi trovarono un forte contrasto da parte dei Francescani del vicino convento di San Fermo.
La costruzione dell’edificio chiesastico nel 1329 doveva essere già a buon punto, tanto che il 6 dicembre venne consacrata, ma il cantiere (contemporaneo a quello del convento) proseguì a lungo: nel 1341 furono fabbricati il primo chiostro del convento e la sagrestia, a seguito dell'incendio avvenuto all'interno di un dormitorio avvenuto tre anni prima; nel 1362 fu ultimata l'abside di destra della chiesa, si terminò il campanile e si rinnovò l'altare della Vergine; nel 1371 era già collocato un organo con relativa cantoria mentre sulla strada davanti alla chiesa venne costruito un porticato; nel 1388 venne terminato l'abside centrale; nel 1416 venne concluso anche l'abside di sinistra; nel 1423 fu costruito un secondo chiostro e terminato il nuovo dormitorio del convento, edificato dall'altra parte della strada rispetto al primo.
Nonostante la sostanziale conclusione di costruzione del complesso, gli interventi non terminarono e si protrassero a lungo, continuando nel Quattrocento con il completamento della facciata, di varie cappelle e di nuovi altari, così come nel Cinquecento, quando la facciata venne arricchita di un rosone, di due finestre laterali e del portale rinascimentale disegnato probabilmente dall'architetto Francesco da Castello, anche se a lungo in passato si è ritenuto fosse opera di fra' Giocondo.
Nel XVIII secolo le murature della chiesa vennero rialzate di circa cinque metri per consentire la realizzazione di dieci nuovi finestroni in sostituzione delle aperture quattrocentesche, che erano state chiuse in occasione della costruzione di varie cappelle. Nella stessa occasione vennero apportate diverse modifiche anche alla facciata, con la chiusura delle vecchie finestre e l'apertura di nuove, anche se tali trasformazioni furono ripristinate nel 1921. Inoltre, intorno alla metà dello stesso secolo la parte di convento posta al di là della strada rispetto alla chiesa fu interamente demolito per far posto ad una costruzione progettata dall'architetto Adriano Cristofoli.
Il convento subì la soppressione definitiva mediante decreto napoleonico, che nel 1806 demaniò la proprietà che venne venduta nel 1811 a Leone Pincherle, che trasformò i piani terra in botteghe e i livelli superiori in civili abitazioni. La stessa chiesa, pure demaniata, rischiò di essere trasformata in teatro; fu in particolare grazie per all'interessamento del sacerdote veronese Pietro Leonardi che tale eventualità venne scongiurata, ottenendo dal governo che l'edificio chiesastico e alcuno locali adiacenti fossero adibiti a sede dell'"Asilo dei remenghelli".

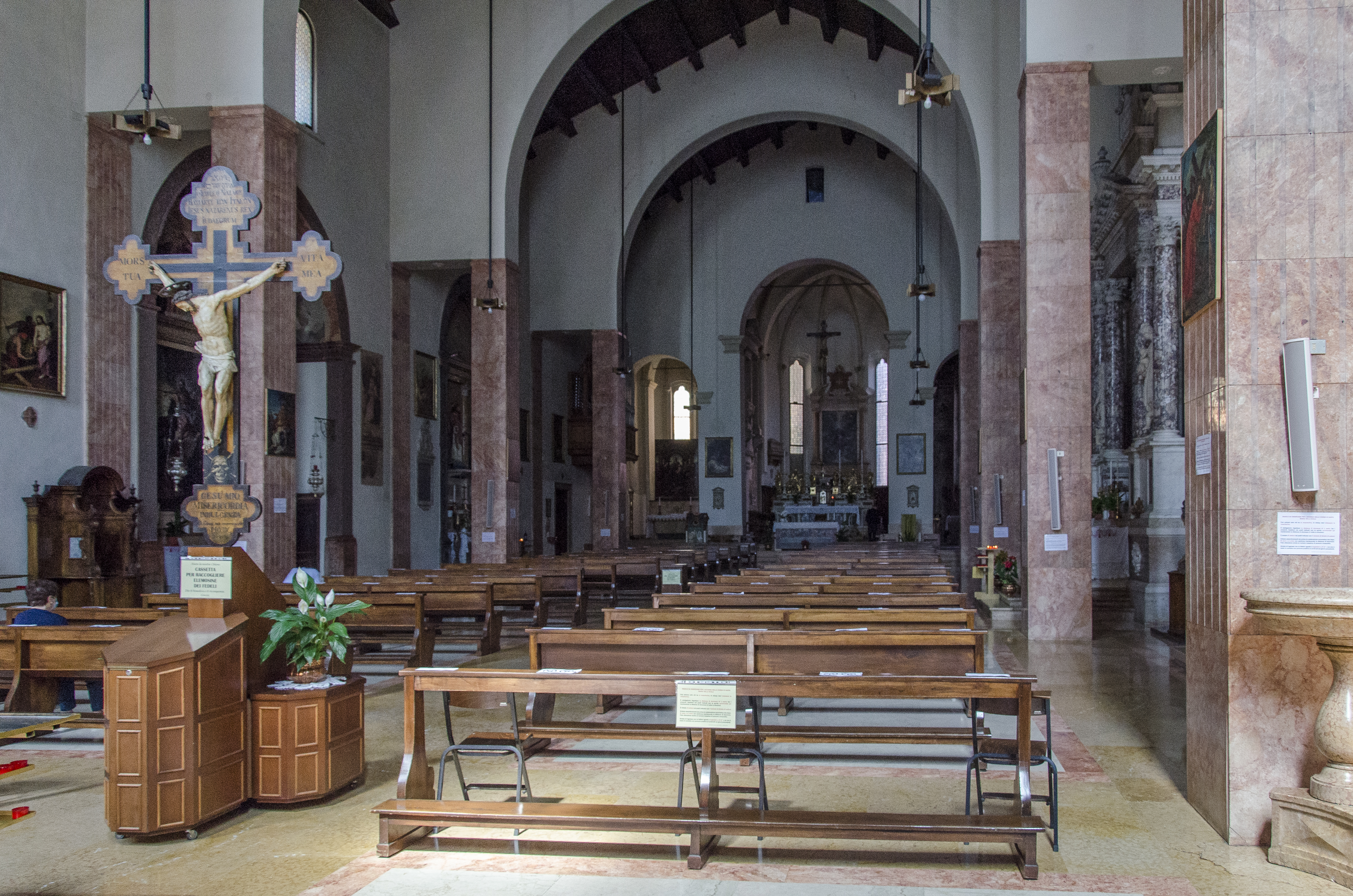
Interno della chiesa, fortemente rimaneggiato durante i lavori di ricostruzione del secondo dopoguerra

Nel corso della seconda guerra mondiale la chiesa venne gravemente colpita da un bombardamento aereo alleato, da cui si salvarono solamente l'abside centrale e di destra, parte della facciata e delle pareti laterali. Nel dopoguerra la chiesa subì quindi un importante intervento di restauro, che altero parzialmente l'aspetto interno dell'edificio.

## Descrizione

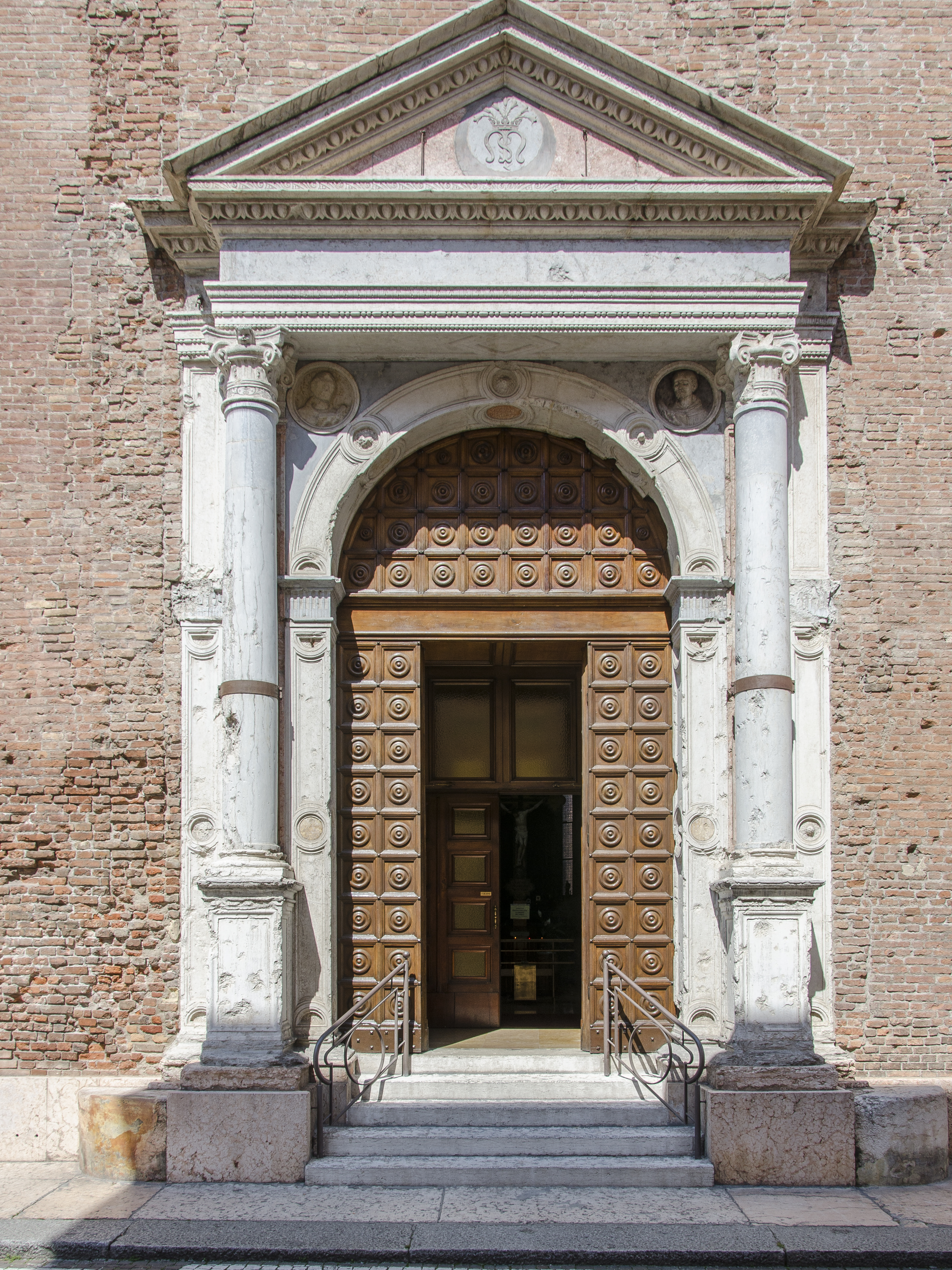
Il portale rinascimentale di'ingresso alla chiesa

Il tempio è caratterizzato da una facciata a capanna in mattoni di laterizio, con al centro un rosone gotico e ai lati due alte monofore trilobate; su di essa si leggono anche i segni di due paraste, probabilmente relative al precedente impianto. L'ingresso avviene invece tramite un portale rinascimentale, probabilmente opera di Francesco da Castello o di Giovanni Maria Falconetto. Un tempo era presente sul prospetto anche un affresco della scuola di Altichiero raffigurante l'Incoronazione della Vergine. Anche il campanile è in cotto, decorato in basso da fregi ad archi incrociati a formare elementi trilobati e nel sottogronda da archetti e mensoline aggettanti; la cella campanaria si contraddistingue per le quattro bifore sostenute da colonnine di marmo rosso, sormontata dalla copertura a cono con i quattro pinnacoli agli angoli.
L'interno di Santa Maria della Scala ha subito un'evidente trasformazione a seguito della distruzione della seconda guerra mondiale e alla ricostruzione. Precedentemente ad aula a navata unica e soffitto piano, il progetto degli architetti Bari, Manzini e Vincita portò alla costruzione di quattro grandi arcate trasversali interne poggianti su pilastri indipendenti che sorreggono parte del peso della nuova copertura (il cui intradosso adesso è a vista), alleggerendo così di una parte dei carichi le murature perimetrali, in buona parte ancora originali. Questi cambiamenti, sinceramente moderni e facilmente distinguibili rispetto alle strutture antiche, ha cambiato la spazialità della chiesa, provocando l'effetto di restringimento della navata e aprendo lo spazio fino al tetto e conferendo così maggior slancio verticale, aggiungendo infine delle specie di navatelle laterali. Durante il restauro si eliminarono inoltre gran parte delle trasformazioni barocche.

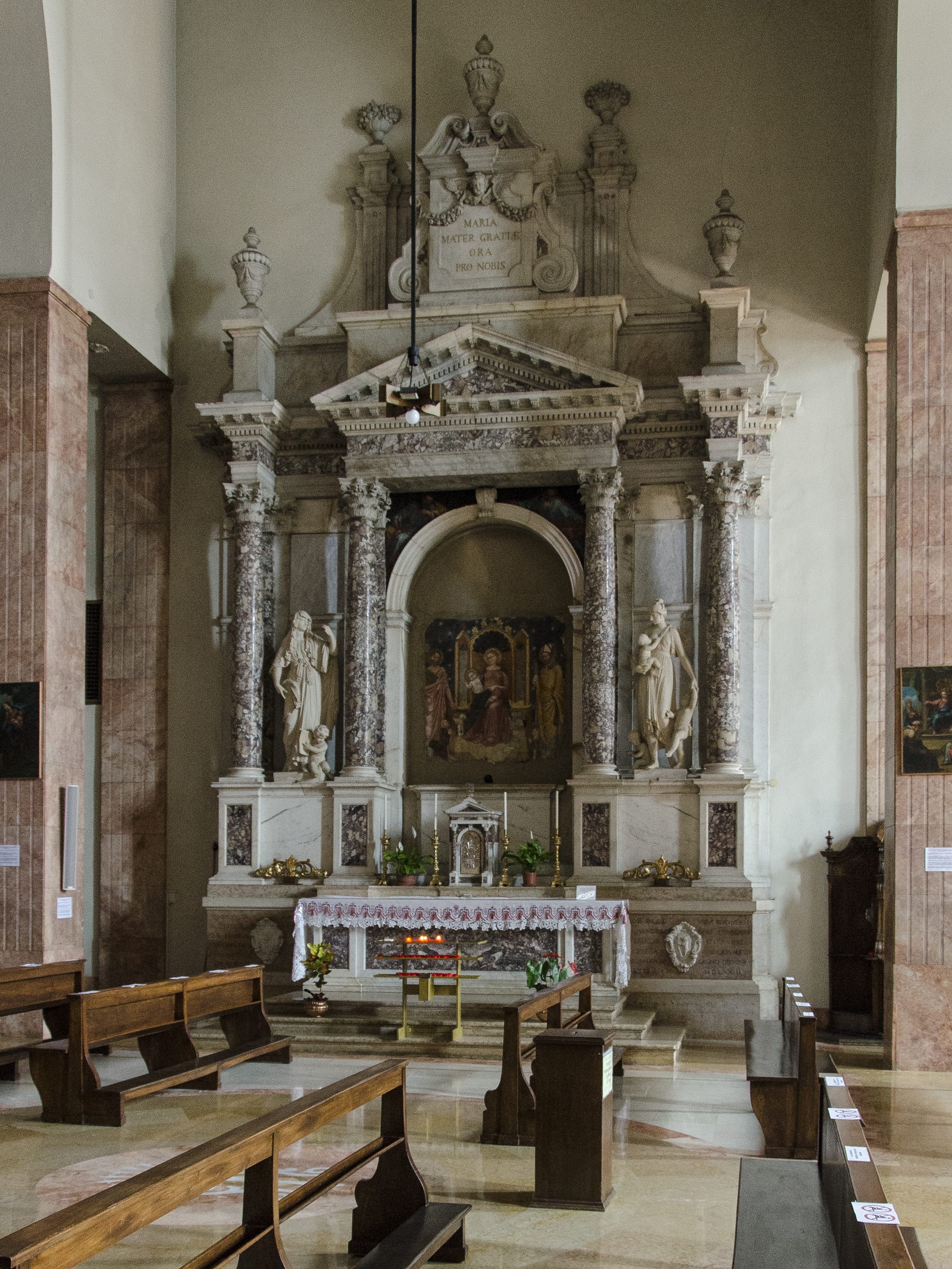
L'altare della Madonna delle Grazie

Tra i beni sopravvissuti agli eventi bellici vi sono l'altare della Madonna delle Grazie, costruito nel 1773 su progetto di Alessandro Cristofali, con due gruppi scultorei di Gaetano Cignaroli e al centro l'affresco raffigurante la Madonna con i Santi Giovanni Battista e Zeno e due offerenti, forse Mastino II della Scala e Taddea da Carrara, attribuito a Turone. Si citano poi una tela con l'Assunta di Felice Brusasorzi, una lunetta con la Madonna delle Grazie, tondi con figure dei santi e una Pentecoste, tutte opere di Nicola Giolfino e infine alcune importanti lapidi, tra cui quelle dello storico Scipione Maffei e del pittore Giovanni Caliari.

### Cappella Guantieri

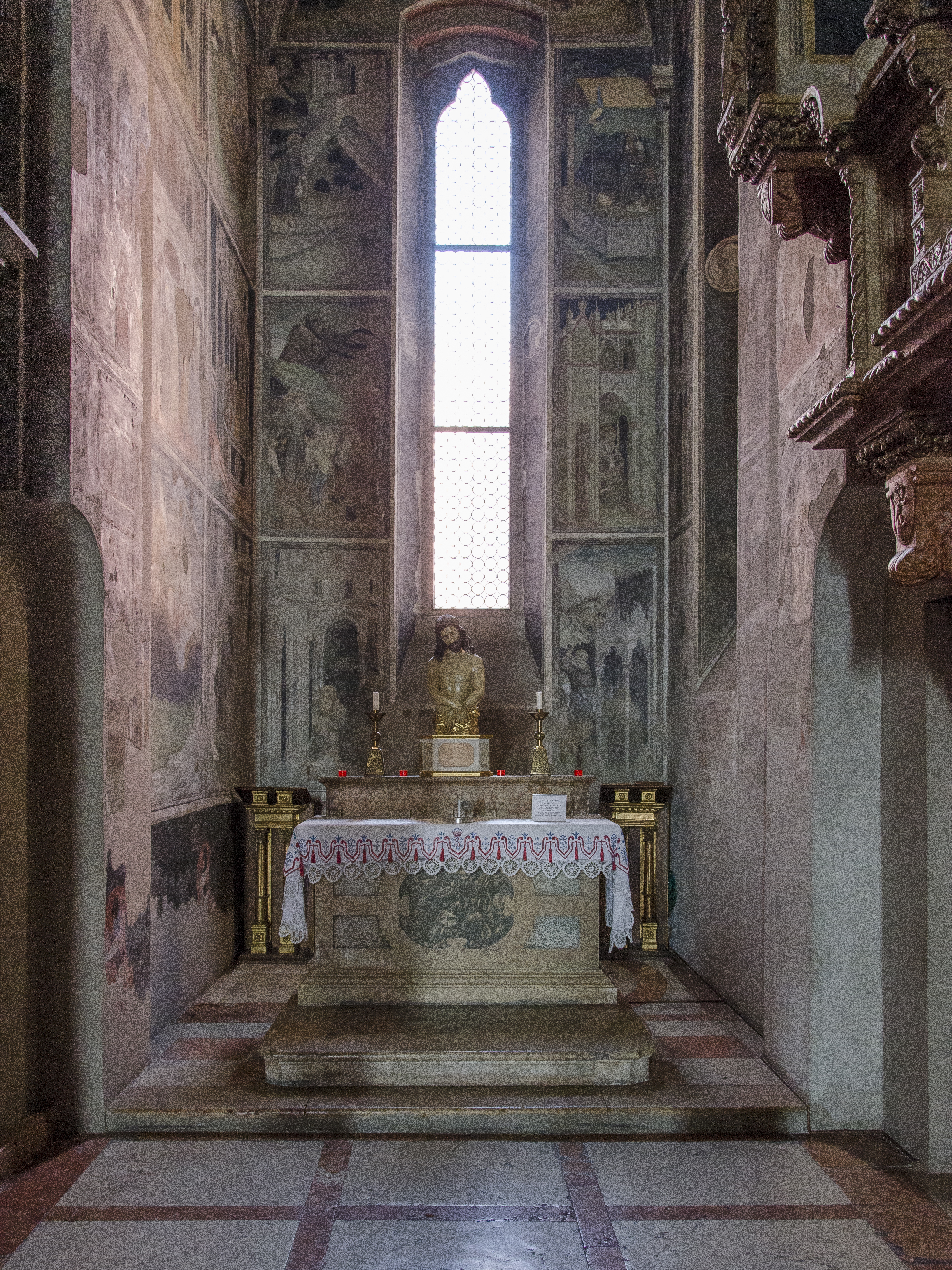
La cappella Guantieri

Durante il cantiere quattrocentesco venne edificata e dotata di sculture e affreschi la cappella Guantieri, una delle più pregevoli cappelle di Verona, sopravvissuta ai bombardamenti aerei della seconda guerra mondiale: si tratta di un ambiente contraddistinto da una spazialità ristretta, rettangolare e a due campate, con una spiccata verticalità racchiusa dalle volte a crociera che coprono il vano, illuminato da due piccole monofore gotiche. Questo piccolo capolavoro venne tra l’altro riscoperto solo nel 1854 dal rettore della chiesa Luigi Piva, in quanto le pareti erano state imbiancate durante la peste del 1630.
La cappella venne destinata intorno al 1432 alla tomba di Paolo Filippo Guantieri di Nicolò, facoltoso borghese appartenente a una famiglia di banchieri che intraprese la strada della politica e morì mentre svolgeva la carica di podestà di Firenze, nel 1430. Nel suo testamento dispose ben 700 ducati per la costruzione dell'arca e della cappella che avrebbero ospitato le sue spoglie, tuttavia la moglie Antonia si oppose alla sua esecuzione e iniziò una causa che durò 12 anni, conclusasi con la sua sconfitta. Nel 1443 gli esecutori testamentari commissionarono l'opera di decorazione della cappella a Giovanni Badile, che il 15 luglio si impegnò tramite contratto a raffigurare sulla cappella e arca le Storie di San Girolamo, mentre sull'arco che separava le due campate I sei profeti e una Crocifissione con santa Maria e san Giovanni, poi sostituito con una Pietà. La cappella venne affrescata da Badile tra il 1443 ed il 1444, nel mentre che il lapicida padovano Bartolomeo Crivellari, attivo anche nel cantiere della basilica di Santa Anastasia, realizzava l'arca funeraria.

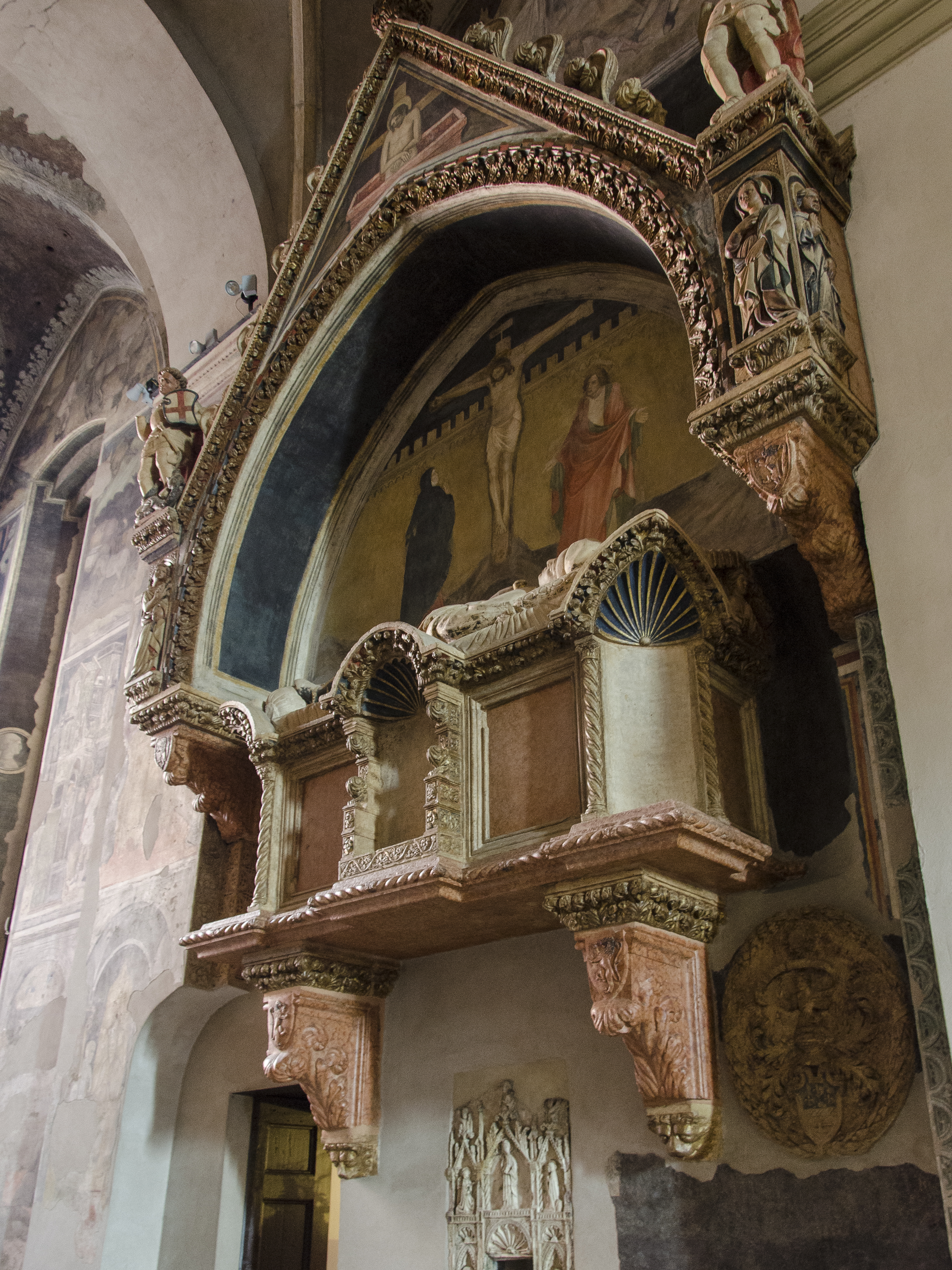
L'arca funeraria presente nella cappella

Il ciclo pittorico di Badile è molto complesso e comprende 34 riquadri che narrano altrettanti momenti della vita del santo; la narrazione comincia in alto a sinistra e prosegue dalla parte opposta con un andamento piuttosto irregolare ma è legata da una elegante e leggera architettura gotica che impagina le rappresentazioni. Questo fu l’ultimo lavoro ottenuto e realizzato dal pittore, che in quel momento aveva circa 64 anni ed era ormai un artista affermato, ancora oggi considerato una delle figure principali del Quattrocento veronese, insieme ad altri maestri del gotico internazionale quali Pisanello e Stefano da Verona.